# Fosfatidilinozitol (3,4,5)-trisfosfat
Fosfatidilinozitol (3,4,5)-trisfosfat (ili) je proizvod iz klase I fosfoinozitid 3-kinaza (PI 3-kinaza), u reakciji fosforilacije fosfatidilinozitol (4,5)-bisfosfata (PIP2).

## Otkriće
Sredinom 1980-ih Luis C. Kantli je objavio seriju članaka u kojima je opisano otkriće novog tipa fosfoinozitidne kinaze sa izuzetnom sposobnosti da fosforiliše 3' poziciju inozitolnog prstena. Naknadan istraživanja us pokazala da in vivo enzim preferira PtdIns(4,5)P2 kao supstrat, i da je njen produkat PIP3. PIP3 je prethodno bio identifikovan u ljudskim neutrofilima nakon stimulacije sa hemotaktičnim peptidom

## Funkcija
3 aktivira niz signalnih komponenti, od kojih su najpoznatije AKT proteinske kinaze, koje aktiviraju nizvodne anaboličke signalne puteve koji su neophodni za ćelijski rast i opstanak.
 je defosforilisan fosfatazama, PTEN na 3 poziciji, čime nastaje , kao i SHIP (SH2-sadržavajućom inozitolnom fosfatazom) na 5' poziciji inozitolnog prstena, koja proizvodi .

## Literatura
1. ↑  Whitman M, Downes CP, Keeler M, Keller T, Cantley L (1988). „Type I phosphatidylinositol kinase makes a novel inositol phospholipid, phosphatidylinositol-3-phosphate”. Nature. 332 (6165): 644—6. PMID 2833705. doi:10.1038/332644a0.
2. ↑  Auger KR, Serunian LA, Soltoff SP, Libby P, Cantley LC (1989). „PDGF-dependent tyrosine phosphorylation stimulates production of novel polyphosphoinositides in intact cells”. Cell. 57 (1): 167—75. PMID 2467744. doi:10.1016/0092-8674(89)90182-7.
3. ↑  Traynor-Kaplan AE, Harris AL, Thompson BL, Taylor P, Sklar LA (1988). „An inositol tetrakisphosphate-containing phospholipid in activated neutrophils”. Nature. 334 (6180): 353—356. PMID 3393226. doi:10.1038/334353a0.